# Dans la citadelle

Dans la citadelle est un téléfilm français réalisé par Peter Kassovitz et diffusé en 1983.

## Fiche technique
- Réalisation : Peter Kassovitz, assisté de Bruno François-Boucher
- Scénario : Bernard Kouchner
- Musique : Laurent Petitgirard
- Date de sortie : 1983
- Durée : 90 minutes

## Distribution
- Claude Rich : Le docteur Barjols
- Malick Bowens : Alpha Kando
- Martine Sarcey : Mme Barjols
- Khady Thiam : Myriam Kando
- Karol Beffa (sous le nom Zuber) : Jérôme Barjols
- Maïa Simon : La directrice de l'hôpital
- Roland Bertin : Le professeur Vincent
- Pierre Baillot : L'inspecteur Pradier
- Véronique Mucret
- Jean-Paul Muel
- Mireille Audibert